# OPS-12
OPS-12是日本电气制造的三维雷达（相控阵雷达）。它作为舰载防空搜索雷达安装在日本海上自卫队的白根级驱逐舰（50/51DDH）上。 

## 历史
日本海上自卫队在其首艘导弹驱逐舰“天津风号”上装备了AN/SPS-393D雷达。然而，榛名级驱逐舰（43/45DDH）上仅搭载了2D雷达。因此，该型号被开发为国产直升机驱逐舰（DDH）用三维雷达，作为榛名级的放大和改进版本。据称，该型号的开发还向休斯支付了技术费用，休斯是 AN/SPS-39 的开发商，也是自动预警与控制组织（BADGE）的成员，该组织与 NEC 关系密切。

## 设计
该型号采用了为日本航空自卫队J/TPS-100开发的技术。波束在仰角方向进行电子扫描，在转角方向进行机械扫描，AN/SPS-39 使用频率扫描（FRESCAN）方法进行电子波束扫描，而该型号则使用相位扫描方法。 该天线为无源相控阵天线。该天线倾斜 18 度安装，敌我识别器天线位于底部。
雷达发射管是水冷式的，采用了三级串联放大方式的高功率电子管，功率远超AN/SPS-39。因此，在港口或靠近陆地的地方禁止以全功率发射，但本机型发射管采用了一种巧妙的设计，即使不发射最后一级，也可以以第二级的功率进行操作，但在必须在港口发射的情况下才会使用该工作模式。但是由于其功率太大，不仅会显示主波，还会显示边波信号，在公开试验中有时会出现两个大岛，因此采取了一些措施来抑制边波引起的接收信号。信号处理部分使用了AN/UYK-20计算机，并引入了技术。

## 使用历史
在性能方面，本机与“太刀风级”护卫舰上搭载的AN/SPS-52B相当，因此在该型舰的第三艘“泽风号”（53DDG）上也曾考虑备配该型雷达，并提出了预算要求和执行计划。然而由于与鞑靼系统的连接条件不明确等原因，最终还是放弃了这一计划，该舰以及旗风级驱逐舰（56/58DDG）均搭载了通过军贸渠道采购的AN/SPS-52C[5]。结果，只有两艘白根级护卫舰（50/51DDH）装备了这种型号，据说是休斯公司的压力导致了这种飞机的停产。
随后，从1990年开始服役的朝霧级滨雾舰（60DD）开始，采用三菱电机研发的OPS-24有源相控阵天线作为其国产通用驱逐舰（DD）舰载3D雷达。

## 脚注
1. 1 2 3 4  藤木 2010.
2. ↑  Streetly 2005，第138頁.
3. ↑  藤木 2003.
4. 1 2 3 4  佐藤 2014.
5. ↑  航空参谋本部 & 2006，第240-242頁.
6. 1 2 3  窪田 2014.
7. 1 2  朝雲新聞社 2011，第346頁.
8. ↑  保坂 2014.
9. ↑  山田 2014.